# Bruce Reitherman
Pour les articles homonymes, voir Reitherman.
Bruce Reitherman (né le 15 septembre 1955) est un réalisateur et acteur américain. Il est le fils de Wolfgang Reitherman, animateur et réalisateur de Walt Disney Pictures.

## Biographie
Durant la production du film Le Livre de la jungle (1967), Wolfgang Reitherman propose l'un de ses fils, Bruce, qui vient d'enregistrer la voix de Christopher Robin pour Winnie l'ourson et l'Arbre à miel (1966), pour doubler le personnage de Mowgli, ce que Walt Disney accepte. 

## Filmographie
Doublage :
- 1966 : Winnie l'ourson et l'Arbre à miel : Christopher Robin
- 1967 : Le Livre de la jungle : Mowgli